# 高资街道
高资街道是中华人民共和国江苏省鎮江市丹徒区下辖的一个街道。

## 行政区划
高孜街道辖区：
正东村、勤丰村、高资村、唐驾庄村、营春村、巢凰村、陈丰村、西斛村、巫岗村、厚固村、石马村和水台村。